# Ween
Ween er et amerikansk alternativt rockband bestående af Dean Ween og Gene Ween (alias af Aaron Freeman og Mickey Melchiondo), som blev dannet i 1984 i New Hope, Pennsylvania. Genremæssigt er Ween utroligt alsidige. De har lavet psykedelisk musik, country, reggae, rock, punk og mange optagelser beskrives bedst som værende "underlige".

## Ween i popkulturen
Deres sang "Push Th' Little Daisies" (og tilhørende video) blev kritiseret i en episode af Beavis & Butt-head. Sangen er optaget i bogen 1001 Songs You Must Hear Before You Die. hvor den nævnes i appendix'et med 10.001 sange til anbefalet download.[kilde mangler]

## Diskografi
- GodWeenSatan: The Oneness (1990)
- The Pod  (1991)
- Pure Guava (1992)
- Chocolate and Cheese (1994)
- 12 Golden Country Greats (1996)
- The Mollusk (1997)
- White Pepper (2000)
- Quebec (2003)
- La Cucaracha (2007)